# Minardi
Minardi var ett italienskt formel 1-stall.  Man debuterade i Brasilien 1985 och tävlade sedan under 21 säsonger.

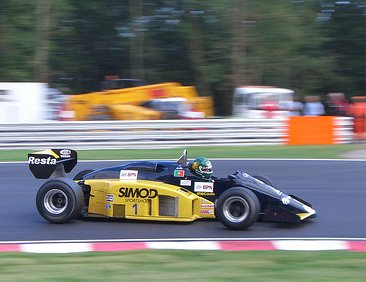
Minardi M185 från.

## Historik
Minardi grundades av Giancarlo Minardi som sedan sålde hälften av stallet till ett konsortium i vilket bland annat den förre stallchefen i Benetton Flavio Briatore ingick. Säsongen 2000 togs stallet över av den australiske entreprenören Paul Stoddart. 
Den 1 november 2005 övertogs stallet av det österrikiska energidrycksföretaget Red Bull och blev istället Toro Rosso. Under sina 21 säsonger i F1 lyckades stallet ta 38 poäng. Minardi gjorde sig mest kända för att hitta nya lovande förare och var ett populärt inslag i depån p.g.a sin öppenhet och givmildhet.
Senare startade Paul Stoddart ett Champ Car-stall, under namnet Minardi Team USA.

## F1-säsonger

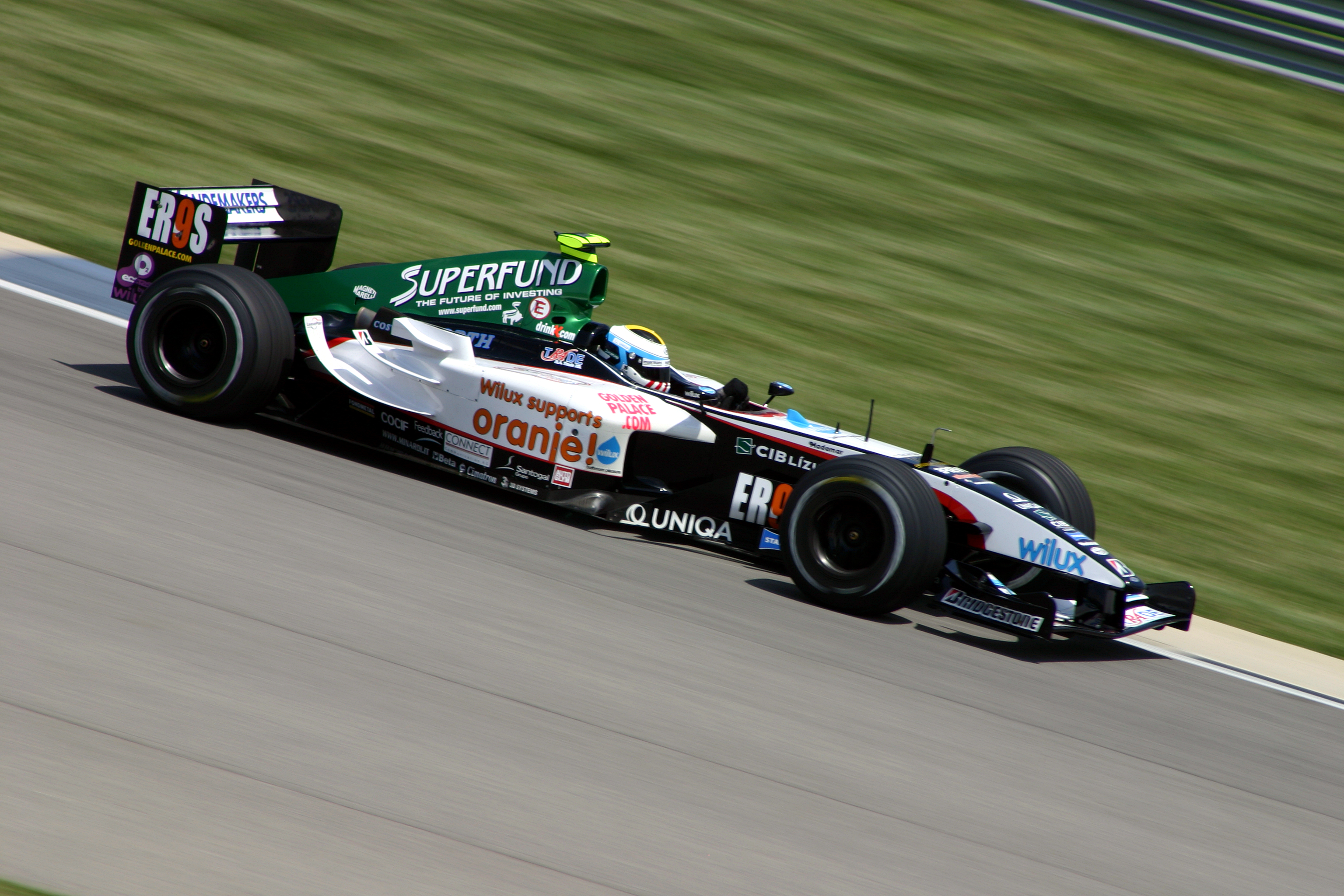
Minardi PS04B från.

| Säsong | Tävlingsnamn                 | Bil                        | Motor                          | Däck | Poäng | VM-plac. | Förare 1             | Förare 2           | Övriga förare                          |
| ------ | ---------------------------- | -------------------------- | ------------------------------ | ---- | ----- | -------- | -------------------- | ------------------ | -------------------------------------- |
| 1985   | Minardi Team                 | Minardi M185               | Ford Cosworth DFV 3.0 V8       | P    | 0     | 11:a     | Pierluigi Martini    |                    |                                        |
| 1985   | Minardi Team                 | Minardi M185               | Motori Moderni 1.5 V6T         | P    | 0     | 11:a     | Pierluigi Martini    |                    |                                        |
| 1986   | Minardi Team                 | Minardi M185B Minardi M186 | Motori Moderni 1.5 V6T         | P    | 0     | 11:a     | Andrea de Cesaris    | Alessandro Nannini |                                        |
| 1987   | Minardi Team                 | Minardi M187               | Motori Moderni 1.5 V6T         | G    | 0     | 14:e     | Adrián Campos        | Alessandro Nannini |                                        |
| 1988   | Lois Minardi Team            | Minardi M188               | Ford Cosworth DFZ 3.5 V8       | G    | 1     | 10:a     | Pierluigi Martini    | Luis Pérez Sala    | Adrián Campos                          |
| 1989   | Minardi Team                 | Minardi M188B Minardi M189 | Ford Cosworth DFR 3.5 V8       | P    | 6     | 10:a     | Pierluigi Martini    | Luis Pérez Sala    | Paolo Barilla                          |
| 1990   | SCM Minardi Team             | Minardi M189 Minardi M190  | Ford Cosworth DFR 3.5 V8       | P    | 0     | 11:a     | Pierluigi Martini    | Gianni Morbidelli  | Paolo Barilla                          |
| 1991   | Minardi Team                 | Minardi M191               | Ferrari 3.5 V12                | G    | 6     | 7:a      | Pierluigi Martini    | Gianni Morbidelli  | Roberto Moreno                         |
| 1992   | Minardi Team                 | Minardi M191B              | Lamborghini 3.5 V12            | G    | 1     | 11:a     | Christian Fittipaldi | Gianni Morbidelli  | Alex Zanardi                           |
| 1993   | Minardi Team                 | Minardi M193               | Ford HB 3.5 V8                 | G    | 7     | 8:a      | Jean-Marc Gounon     | Pierluigi Martini  | Fabrizio Barbazza Christian Fittipaldi |
| 1994   | Minardi Scuderia Italia      | Minardi M193B Minardi M194 | Ford HB 3.5 V8                 | G    | 5     | 10:a     | Pierluigi Martini    | Michele Alboreto   |                                        |
| 1995   | Minardi Scuderia Italia      | Minardi M195               | Ford ED 3.0 V8                 | G    | 1     | 10:a     | Pedro Lamy           | Luca Badoer        | Pierluigi Martini                      |
| 1996   | Minardi Team                 | Minardi M195B              | Ford ED 3.0 V8                 | G    | 0     | 10:a     | Pedro Lamy           | Giovanni Lavaggi   | Giancarlo Fisichella Tarso Marques     |
| 1997   | Minardi Team                 | Minardi M197               | Hart 3.0 V8                    | B    | 0     | 11:a     | Ukyo Katayama        | Tarso Marques      | Jarno Trulli                           |
| 1998   | Fondmetal Minardi Team       | Minardi M198               | Ford Zetec-R 3.0 V10           | B    | 0     | 10:a     | Shinji Nakano        | Esteban Tuero      |                                        |
| 1999   | Fondmetal Minardi Ford       | Minardi M01                | Ford Zetec-R 3.0 V10           | B    | 1     | 9:a      | Luca Badoer          | Marc Gené          | Stephane Sarrazin                      |
| 2000   | Telefonica Minardi Fondmetal | Minardi M02                | Fondmetal 3.0 V10              | B    | 0     | 10:a     | Marc Gené            | Gastón Mazzacane   |                                        |
| 2001   | European Minardi F1          | Minardi PS01 Minardi PS01B | European 3.0 V10               | M    | 0     | 11:a     | Alex Yoong           | Fernando Alonso    | Tarso Marques                          |
| 2002   | KL Minardi Asiatech          | Minardi PS02               | Asiatech 3.0 V10               | M    | 2     | 9:a      | Alex Yoong           | Mark Webber        | Anthony Davidson                       |
| 2003   | European Minardi Cosworth    | Minardi PS03               | Cosworth CR-3                  | B    | 0     | 10:a     | Nicolas Kiesa        | Jos Verstappen     | Justin Wilson                          |
| 2004   | Minardi Cosworth             | Minardi PS04B              | Cosworth CR-3L                 | B    | 1     | 10:a     | Gianmaria Bruni      | Zsolt Baumgartner  |                                        |
| 2005   | Minardi F1 Team              | Minardi PS04B Minardi PS05 | Cosworth CR-3L Cosworth TJ2005 | B    | 7     | 10:a     | Christijan Albers    | Robert Doornbos    | Patrick Friesacher                     |